# Confederación de Trabajadores de América Latina
La Confederación de Trabajadores de América Latina (CTAL), creada en septiembre de 1938, fue por mucho tiempo la gran organización que reunió a las centrales y organizaciones obreras de Latinoamérica. Sus antecedentes están en la Confederación Sindical Latinoamericana, creada en 1929 y disuelta al crearse la CTAL. Disuelta el 31 de diciembre de 1963 para dar paso a la formación de la CPUSTAL. 
Su presidente, durante toda su existencia, fue Vicente Lombardo Toledano. La CTAL participó en 1945 en la creación de la Federación Sindical Mundial, ante la cual se afilia. Como resultado de la ruptura y conflictos entre comunistas y socialdemócratas en la FSI, se desafilian la CTM México, la CTC Cuba, y la CGT Argentina. Posteriormente algunas centrales nacionales crean en 1948 la Confederación Interamericana de Trabajadores como organización contraria a la FSI.
Otras centrales sindicales durante el periodo de existencia de la CTAL fueron:
- Confederación Interamericana de Trabajadores (CIT, 1948), posterior ORIT (1951)
- Confederación Interamericana de Trabajadores (COISL 1932-1932)
- Agrupación de Trabajadores Latinoamericanos Sindicalistas (ATLAS 1952-1962)
- Confederación Latino Americana de Sindicalistas Cristianos (CLASC 1954), posterior Central Latinoamericana de Trabajadores (CLAT 1971)

- Datos: Q8349733